# Николозишвили, Николай Дмитриевич
Николай Дмитриевич Николозишвили (1895 год, село Шильда, Телавский уезд, Тифлисская губерния, Российская империя — неизвестно, село Шильда, Грузинская ССР) — бригадир колхоза имени Куйбышева Кварельского района, Грузинская ССР. Герой Социалистического Труда (1948).

## Биография
Родился в 1904 году в крестьянской семье в селе Шильда Телавского уезда. После окончания местной школы трудился в личном частном хозяйстве. Во время коллективизации вступил в колхоз имени Куйбышева Кварельского района. Трудился рядовым колхозником, в послевоенные годы возглавлял полеводческую бригаду.
В 1947 году бригада под его руководством собрала в среднем с каждого гектара по 30,5 центнера пшеницы на площади 18,5 гектаров. Указом Президиума Верховного Совета СССР от 21 февраля 1948 года удостоен звания Героя Социалистического Труда за «получение высоких урожаев кукурузы и пшеницы в 1947 году» с вручением ордена Ленина и золотой медали «Серп и Молот» (№ 853).
Этим же Указом званием Героя Социалистического Труда были награждены председатель колхоза имени Куйбышева Кварельского района Василий Алексеевич Цискаришвили и председатель соседнего колхоза имени Сталина Кварельского района Сико Алексеевич Буджиашвили, которые вместе с Николаем Николозишвили стали единственными Героями Социалистического Труда Кварельского района.
После выхода на пенсию проживал в родном селе Шильда. С 1968 года — персональный пенсионер союзного значения. Дата его смерти не установлена.